# Mehmed Teufik Azabagić
Hadži háfiz Mehmed Teufik-efendija Azabagić (event. Teofik Azapagić) (1838 Tuzla, osmanská říše – 22. května 1918 Tuzla, Bosna a Hercegovina) byl bosenskohercegovský islámský duchovní bosňáckého původu. V letech 1893–1909 byl reisu-l-ulemou Islámského společenství v Bosně a Heregovině.

## Životopis
Rodina Azabagićů je jednou z větví početného klanu Tuzlićů (původně snad Osmanpašićů), muslimské pozemkové aristokracie v severovýchodní Bosně. Zakladatelem rodu byl Topal Osman-paša, který třikrát zastával post osmanského valího, místodržícího, v Bosenském ejáletu (1720, 1728–1729 a 1730). Jeho syn Derviš Hasan-beg byl tuzlanským kapetanem, hraničářským velitelem (cca od 1735 do 1766/1767) a po jeho smrti tento vojenský post zastávali jeho mužší potomci (odtud příjmení Tuzlić). V první polovině 19. století žili tři bratři Tuzlićové, Mahmud-beg (poslední tuzlanský kapetan), Mehmed-beg a Osman-beg.
Základní a střední vzdělání dokončil v rodném městě. Za dalším vzděláním odešel do Istanbulu. Po ukončení studií roku 1868 se vrátil do vlasti. V Sarajevu a Tuzle působil jako ředitel ruždie, islámské základní školy se světskými předměty. V Tuzle nato vykonával i post šarí‘atského soudce, kadiho.
Po rakousko-uherském záboru Bosny a Hercegoviny vykonával úřad (dolno)tuzlanského muftího (1883–1887), pak byl vybrán za ředitele Šarí‘atské soudní školy (19. prosince 1887–11. prosince 1893). Po rezignaci Mustafy Hilmi-efendiji Hadžiomeroviće jej císař František Josef I. jmenoval reisu-l-ulemou Islámského společenství v Bosně a Hercegovině (jmenován 25. října a uveden do úřadu 20. listopadu 1893). Posléze 31. března 1909, krátce před tím, než byl oktrojován statut samosprávy Islámského společenství (Štatut za autonomnu upravu islamskih vjerskih i vakufsko-mearifskih poslova u Bosni i Hercegovini), se dobrovolně vzdal nejvyššího duchovenského postu a stáhl se do pozadí.
Roku 1886 obdržel od císaře Františka Josefa I. řád železné koruny III. třídy.
Azabagić zemřel 22. května 1918 Tuzle. Pohřben byl ve dvoře místní Mehmedagovy (Jalské) mešity.
Duchovní přivedl na svět dva syny Ferid-bega a Nurudin-bega. Nurudin-beg od 1886 působil jako neadjunktní písař v chotárském (okresním) úřadě v Dolní Tuzle, nato od roku 1887 jako písař u Zemské vlády v Sarajevu a nakonec byl vládním podtajemníkem (1900–1904).